# Francesco Marrai
Francesco Marrai (Pisa, 4 de febrero de 1993) es un deportista italiano que compitió en vela en la clase Laser. Ganó una medalla de plata en el Campeonato Europeo de Laser de 2017.

## Palmarés internacional
| \| Campeonato Europeo \| Campeonato Europeo \| Campeonato Europeo \| Campeonato Europeo \| \| Año \| Lugar \| Medalla \| Clase \| \| ------------------ \| ------------------ \| ------------------ \| ------------------ \| \| 2017 \| Barcelona (España) \| Medalla de plata \| Laser \| |                    |                  |       |
| Campeonato Europeo |                    |                  |       |
| Año | Lugar              | Medalla          | Clase |
| 2017 | Barcelona (España) | Medalla de plata | Laser |